# Fresno de Torote
Fresno de Torote ist eine Gemeinde im östlichen Teil der autonomen Gemeinschaft Madrid. Fresno ist 15 km von Alcalá de Henares und 34 km von Madrid entfernt.
Fresno wurde durch den ersten Marqués de Santillana im 15. Jahrhundert gegründet.

## Sehenswürdigkeiten

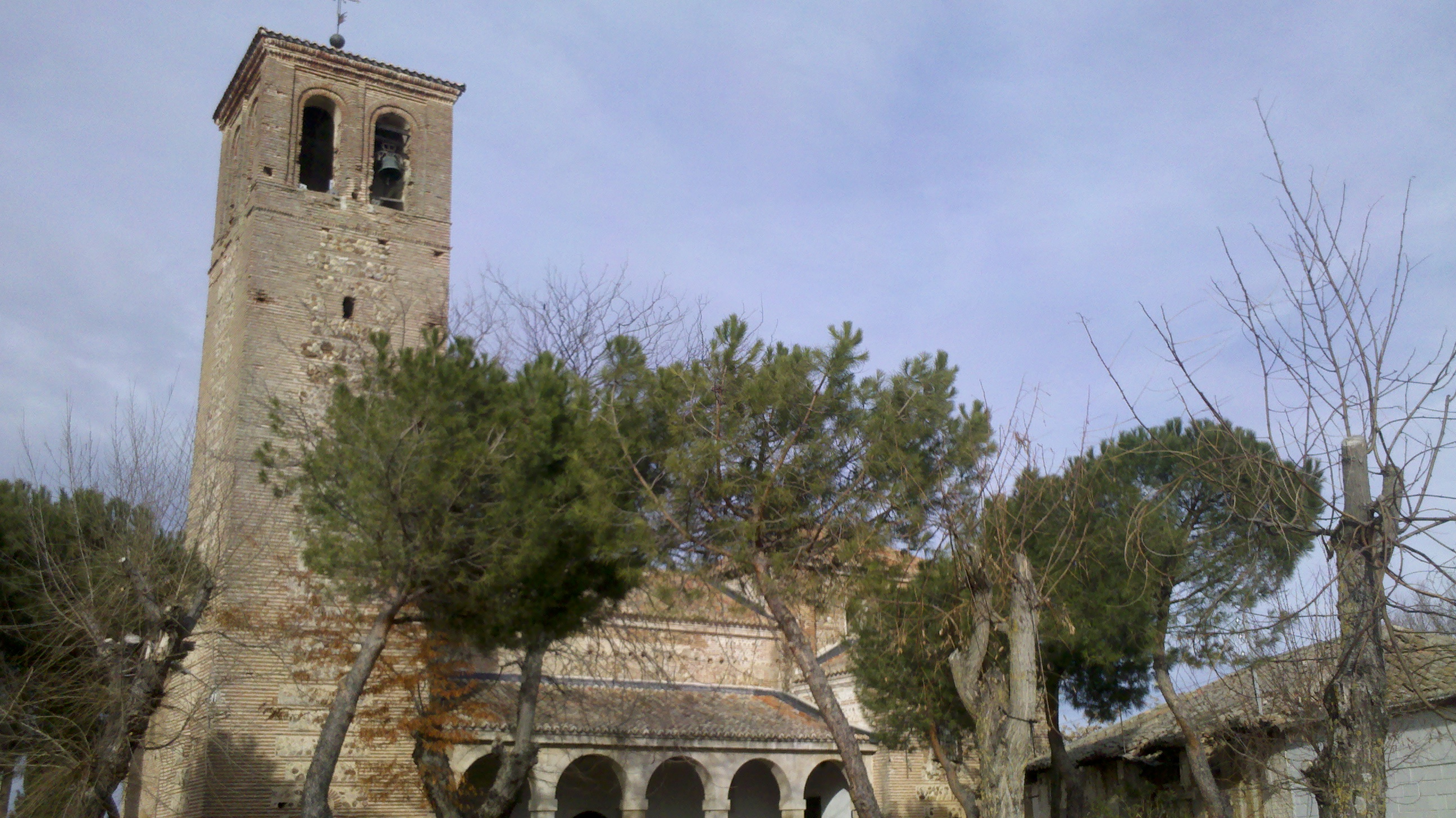
Iglesia de San Esteban

- Iglesia de San Esteban